# Eriococcus lecanioides
Eriococcus lecanioides är en insektsart som först beskrevs av Green 1915.  Eriococcus lecanioides ingår i släktet Eriococcus och familjen filtsköldlöss. Inga underarter finns listade i Catalogue of Life.